# Thomas Häberli
Thomas Häberli (Luzern, 1974. április 11. –) svájci labdarúgócsatár, edző.

## Pályafutása

### Klubcsapatokban
1994-ben az FC Le Mont, 1995-ben a Lausanne-Sports, 1996–97-ben az FC Hochdorf, 1997 és 1999 között az FC Schötz, 1999-ben az SC Kriens, 2000-ben az FC Basel, 2000 és 2009 között a Young Boys labdarúgója volt.

### A válogatottban
2004-ben egy alkalommal szerepelt a svájci válogatottban.

### Edzőként
2010 és 2013 között a Young Boys csapatánál dolgozott edzőként. Az U18-as és az U21-es csapat szakmai munkáját irányította, segédedző volt a felnőtt csapatnál és 2011-ben ideiglenesen az együttesen vezetőedzője volt. 2013 és 2015 között az FC Basel U21-es csapatának edzője volt, 2018–19-ben ugyanitt az A-csapat segédedzőjeként dolgozott. 2019-ben az FC Luzern vezetőedzője volt. 2021 és 2024 között az észt válogatott szövetségi kapitánya volt. 2024 óta a Servette csapatának a vezetőedzője.